# Referéndum constitucional de Kirguistán de 2010
Un referéndum constitucional se llevó a cabo en Kirguistán el 27 de junio de 2010. Su objetivo era recortar los poderes del Presidente y fortalecer una democracia parlamentaria tras el triunfo de la Revolución kirguisa que, unos meses atrás, derrocó al régimen autocrático presidencialista de Kurmanbek Bakíev. Los cambios fueron aprobados con el 91.81% de los votos. Tras la victoria del referéndum, se celebraron elecciones parlamentarias ese mismo año.

## Antecedentes
Tras la expulsión de Bakíev, el gobierno provisional encabezado por Rosa Otunbáeva llamó a un referéndum para abandonar formalmente el sistema presidencialista, que había regido al país de forma autoritaria desde 1991, primero durante el gobierno de Askar Akayev, y luego el de Bakíev, el cual también había asumido el poder como consecuencia de una revuelta popular. El referéndum convertiría a Kirguistán en la primera república de Asia Central en convertirse al parlamentarismo.
En las semanas previas a la elección disturbios étnicos en el sur del país (región en la que había nacido Bakíev) en las ciudades de Osh y Jalal-Abad entre la minoría uzbeka y la mayoría kirguís, provocaron que se impusiera un toque de queda para calmar la situación. Algunos refugiados regresaron al campo de Uzbekistán en medio de una crisis humanitaria. El toque de queda fue levantado para las elecciones. En Biskek, la situación era según los informativos "tranquilo, con gente que muestra una mezcla de escepticismo y esperanza de que su voto crearía un nuevo futuro para Kirguistán".
La votación se produjo en medio de temores internacionales sobre la estabilidad del país.
El vicepresidente del gobierno interino Omurbek Tekebayev respondió a estos temores diciendo que las agencias de inteligencia extranjeras implican que la democracia parlamentaria prevista en el referéndum era incompatible con Kirguistán. "Algunos altos funcionarios de diferentes estados han hablado de una posible "Afganización" de Kirguistán, acerca de una ruptura del estado. Me refiero a las declaraciones del presidente Dmitri Medvédev y otros. Es posible que hayan sido mal informados, que creen ciegamente en los funcionarios de sus servicios especiales que han estado durante mucho tiempo al servicio de los oligarcas locales".

## Cambios constitucionales propuestos
La nueva constitución, en lo esencial, haría de Kirguistán una república parlamentaria. El Presidente perdería muchos poderes, conservando la jefatura de estado, tendría un solo mandato de seis años sin posibilidad de reelección. A pesar de que aún tendría derecho a vetar una legislación, el presidente no podría disolver un parlamento electo. Otunbáeva conservaría el cargo de Presidente provisional hasta 2011.
El nuevo Consejo Supremo de Kirguistán sería unicameral, con 120 asientos, y ningún partido tendría más de 65 escaños, para evitar mayorías absolutas que dejaran a la oposición imposibilitada. Cualquier partido político de carácter religioso o basado en la etnia quedó prohibido, mientras que el ruso reemplazó al uzbeko como segunda lengua oficial del país. Las enmiendas constitucionales requerirían una mayoría de dos tercios en el Consejo Supremo. El Consejo Supremo también elegiría el Primer Ministro y desempeñaría un papel clave en la formación del nuevo gobierno.
Para simplificar el proceso electoral, la única pregunta del referéndum fue "Democracia, ¿sí o no?".

## Resultados
El resultado fue un rotundo "Sí" con más del 90% del electorado apoyando los cambios constitucionales. El 72% por ciento de los electores votaron de un total de 3 millones de votantes elegibles. De este modo, entró en vigor la nueva constitución y se convocó a elecciones parlamentarias para octubre. El proceso, sin embargo, no incluyó a más de 400.000 uzbekos que abandonaron el país durante los disturbios.
| Elección | Votos     | %     |
| --- | --------- | ----- |
| Adopción del proyecto de Constitución de la República de Kirguistán y la Ley de la República de Kirguistán presentadas por el Gobierno Provisional. |           |       |
| A favor | 1.777.339 | 90.56 |
| En contra | 158.373   | 8.06  |
| Votos en blanco/inválidos | 27.092    | 1.39  |
| Total | 1.962.804 | 100   |
| Votantes registrados/participación | 2,716,687 | 72.25 |
| Fuente: Direct Democracy |           |       |